# Герасим (Байрамов)
Митрополи́т Гера́сим (в миру Георгий Димитров Байрамов; 5 октября 1860, Мустафа-Паша — 1 декабря 1918, София) — епископ Болгарской православной церкви, митрополит Струмишский.

## Биография
Родился в 1860 году во фракийском городе Мустафа-Паша (ныне Свиленград). Начальное образование получил в родном городе, где в 1874 году окончил местное классное училище. Занимался рукоделием чтобы прокормить семью.
С 1883 по 1886 год обучался в болгарском духовном училище в Одрине (совр. Эдирне, Турция).
17 августа 1886 года пострижен в монашество с именем Герасим и рукоположён во диакона.
В 1886 годы поступил в Киевскую духовную семинарию, которую окончил в 1889 году.
Краткое время служил при Экзархии в Константинополе, затем до 1891 года учительствовал в болгарской мужской гимназии в Салониках.
14 сентября 1891 года в Константинополе рукоположён в сан иеромонаха; избран председателем Струмицкой болгарской церковной общины. 20 июля 1894 года был возведён в сан архимандрита.
В 1897 году в течение короткого периода был председателем болгарской общины в Битоле. 22 декабря 1897 года в Константинополе рукоположён во епископа Струмишского с возведением в сан митрополита.
Общительный и наделённый большим красноречием, он неустанно трудился для утверждения Болгарского экзархата в Струмице. Активная деятельность митрополита Герасима вызывала недовольство османских властей и предводителей на греческой партии в городе. Струмишский каймакам подозревал его в революционной деятельности, а Высокая порта настаивала на том, чтобы отозвать его.
После взрывов в Салониках в 1903 года греческий митрополит Струмицы убедил турецкие власти поместить Герасима под домашний арест и не признавать его митрополитом. Местное телеграфное и почтовое отделение не могло получать или передавать официальные письма и телеграммы, адресованные ему. Только 4 июля 1903 года, после заступничества посольства, Герасима был освобожден из-под стражи
С мая 1915 по июль 1916 года временно управлял Неврокопской епархией.
Скончался 1 декабря 1918 года в Софии. Погребён в крипте на кафедральной церкви святых Кирилла и Мефодия в Струмице.